# Finland under förromersk järnålder
Finland under förromersk järnålder är första perioden av järnålder i Finland, en 500 år lång period från 500 f.Kr. till Kristi födelse. Perioden har varit fyndfattig och det rådde länge tveksamhet om det fanns kontinuerlig bosättning i Finland under denna tid. Under senare år har fler fynd kommit fram som ger en tydligare bild av bosättningar, gravar, keramik och järntillverkning.

## Bosättningskontinuitet
Under de fem sista århundradena före Kristi födelse var klimatet bistrare än tidigare med ökande nederbörd och sjunkande årsmedeltemperatur. Förändringen är dokumenterad i kvartärgeologins studier av mossarnas lagerföljd och innebar ett definitivt slut på den atlantiska tidens värmeoptimum. Till 1960-talet var det en vanlig uppfattning att Finland varit mer eller mindre obebott under förromersk järnålder. Ny bosättning skulle då ha kommit till under den äldre romerska järnåldern. Numera har man klara belägg för ett flertal boplatser som dateras till förromersk järnålder. Sydvästra Finland var hela tiden bebott. Bosättningarna fanns utan avbrott fram till den historiska tidens början. 1969 skrev Meinander om fynden från Dåvits, Esbo. En essä om förromersk järnålder. I den uppsatsen påvisar han att nya fynd stärker att inte bara bebyggelse vid kusten utan även på sjöplatån och i området i norra Finlands med asbestkeramik, har också en kontinuitet i bosättningarna kunnat bevisas. Den grupp som bar upp asbestkeramikkulturen var efterkommande till samma områdes tidigare bebyggare. Alfred Hackmans allmänt omfattade åsikt att den finska befolkningen flyttade in i Finland efter vår tideräknings början var felaktig. Under slutet av den förromerska perioden och sedan under den äldre romerska järnåldern är bebyggelsen mestadels dokumenterad via förekomsten av gravfynd, och belägen i ådalarna utmed kusten mellan Borgå och Kumi älv.

## Keramik
På insjöplatån förekommer fynd av keramik från samma tid och man kan urskilja ett antal lokala grupper. Den sydliga gruppen Morbygruppen (Morbykultur) är uppkallad efter en viktig fyndplats. Under förromersk tid fortsätter många delar av utvecklingen under yngre bronsålder. I kustområdet breddar befolkningen sin försörjning med fiske säljakt med jordbruk och husdjursavel. Morbykeramik var en grövre keramik, där leran magrats med stora korn av kvarts och glimmer. Ornamentiken är inte så framträdande, ofta utförd med så kallade kattfotstämpel på kärlens hals och buk. Denna keramik har hittats på cirka femtio boplatser och dessutom i enkla rösen från förromersk järnålder längs kusten från Borgå i öster till Alahärmä i norr. Morbykeramik dateras till förromersk och romersk järnålder 400 f.Kr.–200 e.Kr. Keramiken har sina rötter i bronsåldern och anses indikera bosättningskontinuitet. Under Morbykeramikens tid var järntillverkning allmänt känd. Det är kustbefolkningen som tillverkar Morbykeramik.
Inlandets keramik kallas för Luukonsaari-keramik i sjöregionen. Denna keramik är den sydligaste av stilarna inom den asbestmagrade s.k. Säräisniemi 2 -keramiken. Magringen består av asbestfibrer som fördelats och kärlen har tunna väggar, som oftast är svagt profilerade och har ornamentik av en bård på övre skuldran av kärlet. Ofta består ornamentiken av streck dragna med ett tandat instrument, med gropar och ibland stämpeldekor. Meinander daterade Luukonsaari-keramiken till omkring Kr.f. Dateringen anses nu omfatta hela den förromerska järnåldern och även sen bronsålder. Luukonsaari-keramikens annorlunda gods och enligt arkeologen Mika Lavento representerar Luukonsaari-keramiken ett östligt inflytande. I stort är den vanligaste åsikten att Luukonsaari och Morby är tydligt åtskiljbara företeelser.
Kalmistonmäki keramiken i sydöstra Finland på Karelska näset. Denna keramik daterades 1954, dvs början av den sena Kalmistonmäki-gruppen inom textilkeramiken, med hjälp av transgressionerna i Ladoga till mitten av årtusendet före Kristus.

## Järnteknologin och gravar
Järn utvanns ur sjö- och myrmalm och förbindelserna med Baltikum var livliga. Tekniken att tillverka järn nådde Finland från både öst och väst. I östra Finland och södra finska Lappland finns de äldsta boplatserna med järnframställning. Enligt C14-dateringarna är dessa från tiden 400 f.Kr. Dessa kontakter ledde till att järnframställningen började i östra och norra Finland. Den östliga traditionen kan studeras på järnframställningsplatsen i Ristiina, som är belägen i södra delen av Saimens sjösystem i sydöstra Finland. Ugnen från Riistina liknar ugnarna vid Ule älv och Kemi älv. Troligen är de av samma tradition, skild från traditionen i södra och västra Finland.
De äldsta föremålen av järn som hittats i Finland är två Akinakesdolkar (även Acinacesdolk) från Savukoski i östra Lappland. De är böjda och dateras till cirka 700–600-talen f.Kr. och är troligen importerade från området runt floden Kama i Ryssland. De tillverkades under perioden med Ananjinokulturen. Depåfyndet från Pernå vid Finska viken är daterat till 100 f.Kr. till 50 e.Kr. och är ett tidigt fynd i södra Finland. Depån innehöll åtta tappyxor, åtta spjutspetsar, två skäror, tre lieblad och en hålyxa med öra. Torsten Edgren (1992: 157–158) menar att tappyxorna är importerade från Lettland, medan hålyxan är av skandinaviskt ursprung. Unto Salo däremot antar att de flesta yxorna har tillverkats i Finland. Salos tolkning om tidig järnproduktion i södra Finland baserar sig på depåfynd och på järnslagg som hittats på boplatser. På boplatser har hittats sparsamt med järnföremål. Fynden är fåtaliga till den romerska järnåldern. Järnsmältningsugnar (blästerugnar) har inte hittats i södra Finland från denna tid.
Lådugnen är den bäst kända ugnstypen i Finland. Den är enkel och har en rektangulär låda konstruerad av skiffer. Utbredningen för lådugnen är Finlands östra och norra delar. Den först hittade lådugnen var i Äkälänniemi i Kajana. I Rovaniemi finns två likadana strukturer belägna i Riitakanranta och Sierijärvi. Lådugnar har också påträffats i Karelen, Ryssland. Lådugnar är även kända från norra Sverige men inte av samma konstruktion. Skilda ugnstraditioner, lådugnar men inte av samma slag i Sverige som i Finland. I Norge är inte denna typ känd. Den ålderdomliga traditionen med lådugnar har hittats i Finland, Estland, Lettland och nordöstra Ryssland. Järnframställningen kan ha börjat under förromersk tid samtidigt i norra och södra Finland. Järnslagg har påträffats i södra Finland på boplatser med Morbykeramiken. Finlands östra och norra delar har Luukonsaari-keramik på järntillverkningsplatser. I södra och västra Finland där järnslagg påträffats är kontinuiteten från förromersk tid uppenbar. I östra och norra Finland slutade man tillverka järn under det femte århundradet efter Kristi födelse. Ugnarna och boplatserna försvinner.
Under romersk järnålder ökar antalet järnföremål i kustzonens gravar. Arkeologerna tolkade tidigare detta som den finska befolkningens invandring från Estland. Denna tanke har inget stöd idag. Förbindelserna över havet var dock viktiga. Vissa typer av järnföremål har baltiskt ursprung, andra är från Skandinavien. Även vid slutet av de förromerska perioden blir det mera vanligt med metallföremål i gravarna.
Viktiga fyndplatser är Taavinkylä (Dåvits) i Esbo socken. Dåvits undersöktes 1967. Det var en svårt skadad fornlämning, som ursprungligen troligen var ett lågt röse med två stycken 2 m breda och 4 m långa stenramar med gemensam mellanvägg i Ö-V. I tarandgraven (en sorts massgrav) påträffades två halsringar av äldsta järnålderstyp. Även Morbykeramik hittades i stensättningen. Bland gravarna förekommer både enkla rösen och stensättningar samt stenkistegravar och så kallade tarandgravar. Två viktiga gravplatser finns i Böle och på Lilla Borgbacken i Borgå. Lilla Borgbacken (finska Pikku Linnanmäki) vid Borgå bestod av en sammanhängande stenpackning där man i den nordvästra delen kunde urskilja tre av större stenar inramade celler. Cellerna var orienterade i nord-syd , fyllda med sten och mylla och innehöll skelettgravar. Ytterligare tre steninramade skelettgravar påträffades i stenpackningen samt dessutom rester av minst två. Gravfynden som påträffades i det översta stenlagret bestod av bland annat halsringar och var av övervägande östbaltisk karaktär. De flesta fynden daterades till äldre romersk järnålder enligt Hirviluoto. De döda begraves ofta fortsatt i rösen eller stenkistor. Det finns få metallfynd från gravarna men primitiv järntillverkning spreds trots detta i Finland.